# Id Tech 5引擎
id Tech 5是id Software发布的专有游戏引擎。其之前的id Tech 1、2、3和4后来都以GNU通用公共许可证释出。id Tech 5为id Tech 4的大幅改进版。约翰·D·卡马克最早在引擎最早于蘋果公司全球軟體開發者年會（WWDC）2007上，用一台8核心电脑演示；然而演示仅使用单核心加单线程Open GL，就在512 MB 7000型号Quadro显卡上实现运行。id Tech 5首次应用于《狂怒》游戏，随后又应用于《德军总部：新秩序》、《恶灵附身》和《德军总部：旧血脉》。